# Las lavanderas
Les Lavandières
Las lavanderas (« Les Lavandières ») est une peinture réalisée par Francisco de Goya en 1780 et faisant partie de la quatrième série des cartons pour tapisserie destinée à l'antichambre du Prince des Asturies au Palais du Pardo.

## Contexte de l'œuvre
Tous les tableaux de la quatrième série sont destinés à l'antichambre du Prince des Asturies, c'est-à-dire de celui qui allait devenir Charles IV et de son épouse Marie Louise de Parme, au palais du Pardo. Le tableau fut livré à la Fabrique royale de tapisserie le 24 janvier 1780.
Il fut considéré perdu jusqu'en 1869, lorsque la toile fut découverte dans le sous-sol du Palais royal de Madrid par Gregorio Cruzada Villaamil, et fut remise au musée du Prado en 1870 par les ordonnances du 19 janvier et du 9 février 1870, où elle est exposée dans la salle 91. La toile est citée pour la première fois dans le catalogue du musée du Prado en 1876.
La série était composée de El Ciego de la guitarra, El Columpio, Las Lavanderas, La Novillada, El Resguardo de tabacos, El Muchacho del pájaro et El Niño del árbol, Los Leñadores, El Majo de la guitarra, La Cita, El Médico, El Balancín et deux cartons perdus, El Perro et La Fuente.

## Analyse
Des lavandières se reposent après avoir travaillé sur les rives du Manzanares. L'une d'entre elles, appuyée sur les genoux de la femme du centre, est victime d'une blague que ses collègues tentent de lui faire en l'effrayant avec un agneau. Derrière, en arrière-plan, deux autres personnes sont au travail.
C'est sans doute l'un des paysages les plus naturalistes et les plus beaux de toute la région. Il se déroule dans une région proche de Madrid, avec le Manzanares comme témoin et les montagnes de Guadarrama en arrière-plan. Les tonalités de Goya rappellent celles du jeune Diego Velázquez, dont l'artiste aragonais avait pu étudier les œuvres dans les palais royaux.
Goya lui-même, dans son rapport à la Fabrique royale de tapisseries, décrit l'œuvre comme « un repos de Lavandières sur les bords du fleuve, l'une d'entre elles s'est endormie sur les genoux d'une autre, qu'elles allaient faire se réveiller avec un agneau, que deux d'entre elles tenaient près de son visage ».
Le ciel esquissé change de ton et d'intensité, montrant à la fois un soleil mourant et des teintes splendides. Les femmes sont belles et vives, leurs visages rougis constituant l'archétype de la féminité qui avait tant intéressé le rococo.
Le tableau est exécuté en plus de six mois en raison de la fermeture inattendue de la Fabrique royale. Cela n'empêche pas le peintre de se révéler ici un coloriste confirmé, utilisant des tons vifs et gais, et les tons et la lumière font penser à une scène de coucher de soleil. L'exécution libre et les taches de couleur font de ce tableau l'une des œuvres les plus accomplies de Goya.